# Музыкальный архив Вернера Икинга
Музыкальный архив Вернера Икинга (англ. Werner Icking Music Archive, WIMA) — веб-архив свободно лицензионных партитур, являющихся общественным достоянием, названный в честь его основателя, покойного Вернера Икинга. Множество файлов набраны добровольцами в электронном виде и распространяются в формате PDF. WIMA продолжает дело ныне не существующего GMD Music Archive, а после слияния, завершившегося в 2012 году, архив является частью International Music Score Library Project (IMSLP).

## История
Математик Вернер Икинг (25 июня 1943 — 8 февраля 2001 года (погиб в велосипедной аварии, возвращаясь домой с работы)) провёл большую часть своей карьеры в Gesellschaft für Mathematik und Datenverarbeitung, национальном исследовательском центре прикладной математики и информатики в Санкт-Августин, Германия (GMD позже вошёл в состав Общества Фраунгофера). Он не только сыграл важную роль в развитии и распространении программного обеспечения MusiXTeX, но также разработал новые издания музыки композиторов эпохи барокко, особенно полные уртексты издания произведений Баха для соло скрипки и виолончели. В течение некоторого времени Вернер был первой скрипкой в камерном оркестре Musikschule der Bundesstadt Bonn (музыкальной школы города Бонн).
Архив Икинга был создан на основе сайта распространения музыкальных партитур исследовательского центра Gesellschaft für Mathematik und Datenverarbeitung. После смерти Икинга в 2001 году, управление сайтом было передано датскому композитору и программисту Кристиану Мондрупу (Christian Mondrup). Музыкальный архив был переименован в честь своего основателя и перенесен в отделение информатики (DAIMI) в университете Орхуса, Дания. В феврале 2010 года университет больше не мог быть владельцем и Мондруп выбрал коммерческий веб-хостинг под эгидой датской фирмы Paldam ИТ.
WIMA предлагает, прежде всего, классическую музыку, но архив также содержит джаз. WIMA также является домом сайта MusiXTeX, набора утилит с открытым исходным кодом на основе системы верстки TeX. Большинство композиций, представленных в WIMA являются старинной музыкой.

## Слияние с IMSLP
23 августа 2011 года было сделано объявление, что архив сольётся с International Music Score Library Project (IMSLP). WIMA объявил о слиянии за пять дней до этого в открытом письме к вкладчикам. После решения некоторых технических вопросов, IMSLP решили официально начать слияние на 28 августа 2011 года. 21 июля 2012 года слияние было официально завершено. С тех пор, практически вся коллекция WIMA является частью IMSLP.